# Aliança Internacional dos Cavaleiros Católicos
Aliança Internacional dos Cavaleiros Católicos (IACK, em inglês: International Alliance of Catholic Knights), organização de leigos católicos surgida em 1979 por iniciativa dos presidentes das ordens de cavalaria católicas da Inglaterra, Estados Unidos, Irlanda, Austrália, África do Sul e Nova Zelândia. 
Em 2006 contava com quinze ordens presentes em vinte países.

## Membros
| Ordem                                       | Fundado | Se juntou à IACK |                                                                             |
| ------------------------------------------- | ------- | ---------------- | --------------------------------------------------------------------------- |
| Knights of Saint Columba                    | 1919    | 1979             | Grã-Bretanha                                                                |
| Cavaleiros de Colombo                       | 1882    | 1979             | Estados Unidos da América, Canadá, México, Filipinas, Guam, Saipan, Polónia |
| Knights of Saint Columbanus                 | 1915    | 1979             | Irlanda                                                                     |
| Knights of the Southern Cross               | 1919    | 1979             | Austrália                                                                   |
| Knights of the Southern Cross (New Zealand) |         | 1979             | Nova Zelândia                                                               |
| Knights of Da Gama                          |         | 1980             | África do Sul                                                               |
| Knights of Marshall                         | 1926    | 1983             | Gana, Libéria, Benin, e Togo                                                |
| Knights of Saint Mulumba                    | 1953    | 1986             | Nigéria                                                                     |
| Knights of Peter Claver                     | 1909    | 1987             | Estados Unidos da América, Colômbia                                         |
| Knights of Saint Virgil                     |         | 1992             | Áustria                                                                     |
| Fraternal Order of Saints Peter and Paul    |         | 1992             | Gâmbia                                                                      |
| Knights of Saint Gabriel                    |         | 1997             | Organização das Nações Unidas                                               |
| Knights of Saint Thomas the Apostle         |         | 1998             | Paquistão                                                                   |
| The Order of Our Lady Queen of Peace        |         | 2000             | Maurícias                                                                   |
| Knights of Saint Thomas More                | 2001    | 2001             | Bélgica                                                                     |